# Cover Drive
Cover Drive ist eine vierköpfige Popband aus Barbados.

## Biografie
Entdeckt wurden Cover Drive, als sie bei YouTube ihre „Fedora Sessions“ mit mehreren Hit-Coverversionen hochluden, darunter eine Akustikversion von Hey, Soul Sister der Band Train. In ihrer Heimat wurden sie daraufhin als Vorband beim Auftritt von Rihanna auf ihrer Loud Tour engagiert. Außerdem bekamen sie einen Plattenvertrag und gingen nach London, um ein Album aufzunehmen. Ihre erste Veröffentlichung in England war im September 2011 der Song Lick Ya Down, der von J. R. Rotem produziert wurde. Er erreichte sofort die Top 10. Im Vorgriff auf das Album erschien Anfang 2012 die zweite Single Twilight. Damit stiegen sie Ende Januar direkt auf Platz 1 der UK-Charts ein.

## Mitglieder
- Amanda Reifer (Sängerin)
- T. Ray Armstrong (Schlagzeuger, Rapper)
- Barry Hill (Gitarrist)
- Jamar Harding (Bassist)

## Diskografie
Alben
- Bajan Style (2012)

Singles
- Lick Ya Down (2011)
- Twilight (2012)
- Sparks (2012)
- Turn Up the Love (Far East Movement feat. Cover Drive, 2012)
- Explode (feat. Dappy, 2012)